# Trillian
Trillian és un programari de missatgeria instantània creat per Cerulean Studios. Funciona amb el sistema operatiu Windows i permet connectar-se a moltes xarxes de missatgeria instantània, com AIM, ICQ, MSN Messenger, Yahoo! Messenger, IRC, Novell GroupWise Messenger, Apple Bonjour i XMPP/Jabber. El nom Trillian ve del personatge Trillian del llibre The Hitch Hiker's Guide to the Galaxy ('Guia galàctica per a autostopistes'), de Douglas Adams. A partir de la versió 3.0, Trillian fa servir la Wikipedia per buscar coses escrites per l'usuari fent servir l'Instant Lookup.